# Raiffeisenverband Südtirol
Der Raiffeisenverband Südtirol ist der Dachverband der Südtiroler Genossenschaften und deren Verbände, die nach dem „System Raiffeisen“ errichtet sind. Die rechtlich eigenständigen Genossenschaften und ihre Fachverbände sind im Raiffeisenverband zusammengeschlossen. Der Raiffeisenverband hat die strategische Führungsfunktion inne und ist für die Förderung, Entwicklung und Überwachung seiner Mitgliedsgenossenschaften verantwortlich.
Der Raiffeisenverband Südtirol entstand  1960 durch Fusion des Landesverbandes der Südtiroler Landwirtschaftlichen Genossenschaften und des Verbandes der Raiffeisenkassen. Er residiert in Bozen.

## Unternehmenszweck
Der Raiffeisenverband ist von den Grundsätzen des Genossenschaftspioniers Friedrich Wilhelm Raiffeisen geleitet und auf die genossenschaftliche Förderung der Gegenseitigkeit ausgerichtet. Die Zusammenarbeit im Raiffeisenverband erfolgt nach dem Prinzip der Subsidiarität und Freiwilligkeit: Aufgaben, die von den einzelnen Genossenschaften nicht bewältigt werden können, übernimmt der Verband.
- Der Raiffeisenverband vertritt, schützt, berät, betreut und fördert als Interessenverband die angeschlossenen Genossenschaften und das Genossenschaftswesen im Allgemeinen.
- Der Raiffeisenverband überwacht als Revisionsorgan und gesetzlich anerkannter Revisionsverband  die angeschlossenen Genossenschaften im Sinne des regionalen Genossenschaftsgesetzes.
- Der Raiffeisenverband übt zudem die Funktion eines Fachverbandes für die Raiffeisenkassen aus (siehe Liste der Raiffeisenkassen in Südtirol und Raiffeisen Landesbank Südtirol).

## Sonstiges
Mit 370 Genossenschaften und Körperschaften (117.000 Einzelmitglieder, 7.000 Arbeitsplätze) gehören dem Raiffeisenverband mehr ein Drittel aller Genossenschaften in Südtirol an. Sie sind ermächtigt, das geschützte Markenzeichen, das Giebelzeichen zu verwenden.
Über seine Tochtergesellschaft Konverto bietet der Verband auch Internetzugänge und Web-Dienste an.